# Paweł Franciszek Marcinkiewicz
Paweł Franciszek Marcinkiewicz herbu Leliwa (zm. 1734/1735) – sędzia ziemski upicki w latach 1724-1734/1735, podstarości upicki w latach 1709–1724, miecznik upicki w latach 1699–1724.
Poseł na sejm 1730 roku z powiatu upickiego, zerwał sejm 1730 roku przed obiorem marszałka. Jako poseł na sejm konwokacyjny 1733 roku z powiatu upickiego był członkiem konfederacji generalnej zawiązanej 27 kwietnia 1733 roku na tym sejmie. Poseł na sejm nadzwyczajny pacyfikacyjny 1736 roku.